# Liste israelischer Komponisten klassischer Musik

## A
- Claude Abravanel (1924–2012)
- Uri Adelman (1958–2004)
- Hana Ajiashvili (* 1972)
- Daniel Akiva (* 1953)
- Gil Aldema (1928–2014)
- Haim Alexander (1915–2012)
- Yardena Alotin (1930–1994)
- Muni Amariglio (* 1932)
- Israel Amidan (1921–1968)
- Nahum Amir (* 1936)
- Emanuel Amiran-Pougatchov (1909–1993)
- Avraham Amzallag (* 1941)
- Atar Arad (* 1945)
- Chaya Arbel (1921–2006)
- Alexander Argow (1914–1995)
- Dan Aronowitz (1907–1981)
- Oded Assaf (* 1947)
- Menachem Avidom (1908–1995)
- Tzvi Avni (* 1927)
- Gad Avrahami (* 1952)
- Dina Avrech (* 1928)

## B
- Benjamin Bar-Am (1923–2012)
- Josef Bardanashvili (* 1948)
- Rami Bar-Niv (* 1945)
- Bracha Bdil (* 1988)
- Ofer Ben-Amotz (* 1955)
- Paul Ben-Haim (1897–1984)
- Ari Ben-Shabetai (* 1954)
- Asher Ben-Yohanan (1929–2015)
- Bernd Bergel (1909–1967)
- Bart Berman (* 1938)
- Gary Bertini (1927–2005)
- Valentin Bibik (1940–2003)
- Sarah Bien (* 1992)
- Ze’ev Bitkin (* 1947)
- Yohanan Boehm (1914–1986)
- Alexander Uriah Boscovich (1907–1964)
- John Bostock (* 1954)
- Yehezkel Braun (1922–2014)
- Heskel Brisman (1923–2001)
- Uri Brener (* 1974)
- Max Brod (1884–1968)
- Teodor Broder (* 1933)
- Moshe Budmor (1923–2015)
- Mikail Burshtin (* 1943)

## C
- Dov Carmel (* 1932)
- Yonatan Cnaan (* 1977)
- Shimon Cohen (* 1937)
- Daniela Cohn-Levitas (* 1963)
- Chaya Czernowin (* 1957)

## D
- Michael Damian (* 1954)
- Ram Da-Oz (1929–2021)
- Ariel Davydov (* 1969)
- Avner Dorman (* 1975)

## E
- Yitzhak Edel (1896–1973)
- Israel Edelsohn (* 1951)
- Gideon Efrati (* 1953)
- Abel Ehrlich (1915–2003)
- Dror Elimelech (* 1956)
- Haim Elisha (* 1935)
- Amos Elkana (* 1967)
- Rivka Elkoshi (* 1949)
- Joel Engel (1868–1927)
- Itamar Erez (* 1965)
- Mary Even-Or (1939–1989)

## F
- Sarah Feigin (1928–2011)
- Yerach Fischman (* 1956)
- Tsippi Fleischer (* 1946)
- Joan Franks-Williams (1930–2003)
- Jan Freidlin (* 1944)

## G
- Daniel Galay (* 1945)
- Rachel Galinne (* 1949)
- Igor Galperin (* 1964)
- Moshe Gassner (* 1929)
- Nava Gefen (* 1941)
- Artur Gelbrun (1913–1985)
- Jacob Gilboa (1920–2007)
- Yehuda Leib Glantz (1898–1964)
- Yitzhak Graziani (1924–2002)
- Shlomo Gronich (* 1949)
- Noa Guy (* 1949)

## H
- Ricardo Hagman (* 1954)
- Andre Hajdu (1932–2016)
- Smadar Handelsman (* 1954)
- Aharon Harlap (* 1941)
- Robin Heifetz (* 1951)
- Edit Heiman (* 1952)
- Theodore Holdheim (1923–1985)
- Eres Holz (* 1977)
- Gilad Hochman (* 1982)

## I
- Abraham Zvi Idelsohn (1882–1938)
- Gabriel Iranyi (* 1946)

## J
- Hanoch Jacoby (1909–1990)

## K
- Hagar Kadima (* 1957)
- Joseph Kaminski (1903–1972)
- Reuven Kazhiloti (* 1948)
- Avner Kenner (* 1952)
- Moshe Kilon (1925–1993)
- Larissa Kofman (* 1974)
- Lev Kogan (1927–2007)
- Aviya Kopelman (* 1978)
- Mark Kopytman (1929–2011)

## L
- Naftaly Lahav (* 1952)
- Yehoshua Lakner (1924–2003)
- Marc Lavry (1903–1967)
- Yinam Leef (* 1953)
- Nizan Leibovich (* 1969)
- Arye Levanon (* 1932)
- Leibo Levine (1914–1983)
- Yehuda Levy (* 1939)
- Sarah Levy-Tanai (1911–2005)
- Luca Lombardi (* 1945)
- Moshe Lustig (1922–1958)

## M
- Edri Machat (1931–1989)
- Alexander Manievitch (1908–1976)
- Joseph Mar-Haim (* 1940)
- Yoram Meyouhas (* 1967)
- Ella Milch-Sheriff (* 1954)
- Meir Mindel (* 1946)
- Issachar Miron (1920–2015)
- Rita Monkovich (* 1954)

## N
- Zvi Nagan (1912–1986)
- Benny Nagari (1950–2019)
- Sergiu Natra (* 1924)
- Lior Navok (* 1971)
- Menahem Nebenhaus (* 1960)

## O
- Betty Olivero (* 1954)
- Ben-Zion Orgad (1926–2006)
- David Ori (1934–2012)

## P
- Yoram Paporisz (1944–1992)
- Ödön Pártos (1907–1977)
- Erel Paz (* 1974)
- Joseph Peles (* 1950)
- Haim Permont (* 1950)
- Shabtai Petrushka (1903–1997)
- Boris Pigovat (* 1953)
- Sally Pinkas (* 1958)
- Eliyahu Piris (* 1960)
- Yuri Povolotsky (* 1962)

## R
- Jan Radzynski (* 1950)
- Shulamit Ran (* 1949)
- Israel Rashkovsky (* 1947)
- Moshe Rasiuk (* 1954)
- Mordechai Rechtman (* 1926)
- Giora Rozen (* 1955)
- Arie Rufeisen (* 1926)
- Alexander Ryger (* 1909)

## S
- Yizhak Sadai (1935–2019)
- Karel Salmon (1897–1974)
- Daniel Sambursky (1909–1977)
- Leon Schidlowsky (1931–2022)
- Giora Schuster (1915–2006)
- Dov Seltzer (* 1932)
- Ruben Seroussi (* 1959)
- Mordecai Seter (1916–1994)
- Shimon Shachal (* 1934)
- Lior Shambadal (* 1950)
- Arie Shapira (* 1943)
- Sergiu Shapira (* 1931)
- Uri Sharvit (* 1939)
- Miriam Shatal (* 1903)
- Noam Sheriff (1935–2018)
- Vered Shilony (* 1948)
- Verdina Shlonsky (1905–1990)
- Sara Shoham (* 1946)
- Gil Shohat (* 1973)
- Yekutiel Shur (1918–1990)
- Lotte Simon (* 1912)
- Itai Sobol (* 1976)
- Ra’anan Spiro (* 1964)
- Eitan Steinberg (* 1955)
- Haya Steinberg (* 1961)
- Ze’ev Steinberg (1918–2011)
- Max Stern (* 1947)
- Erich Walter Sternberg (1891–1974)
- Joachim Stutschewsky (1891–1982)

## T
- Josef Tal (1910–2008)
- Yoav Talmi (* 1943)
- Eli Tamar (* 1964)
- Boaz Tarsi (* 1960)
- Lazar Trachtenberg (* 1955)
- Ovadia Tuvya (* 1920)

## W
- Levi Wachtel (1920–1992)
- Naphtali Wagner (* 1949)
- Alex Wasserman (* 1963)
- Ron Weidberg (* 1953)
- Menachem Wiesenberg (* 1950)
- Moshe Wilensky (1910–1997)
- Yehuda Wohl (1904–1988)
- Amnon Wolman (* 1955)
- Michael Wolpe (* 1960)

## Y
- Amnon Yadgarov
- Yehuda Yannay (1937–2023)
- Yitzhak Yedid (* 1971)
- Shlomo Yoffe (1909–1995)
- Dan Yuhas (* 1947)
- Benjamin Yusupov (* 1962)

## Z
- Emanuel Zamir (1925–1962)
- David Zehavi (1910–1977)
- Oded Zehavi (* 1961)
- Mordechai Zeira (1905–1968)
- Nadav Ziv (* 1950)
- Zvi Zori (* 1927)
- Moshe Zorman (* 1952)
- Yosef Zucker (* 1956)
- Menachem Zur (* 1942)